# Artemisa Semedo
Artemisa del Mar Semedo da Moura, conhecida como Artemisa Semedo, (Assomada, 1985) é uma artista, poeta, atriz, ativista e socióloga hispano-cabo-verdiana lésbica.

## Trajetória
Nasceu na localidade caboverdiana de Assomada, em Ilha de Santiago. Quando contava com cinco anos, sua família emigrou a Burela, em Galiza, unindo à comunidade caboverdiana que procurava trabalho em Alúmina Alumínio, ainda que finalmente seu pai trabalhou no mar. Sua mãe foi uma das integrantes do grupo musical composto por mulheres caboverdianas, Batuko Tabanka.
Iniciou a carreira de Sociologia na Universidade da Corunha. Passou a fazer parte do coletivo Afrogalegas, junto com outras mulheres afrodescendentes galegas como Yosi Ledesma ou Zinthia Álvarez, para reclamar representação social bem como maior visibilidade de suas diferentes identidades. Uniu-se também ao coletivo de poetas Esbardalle e à companhia de teatro Artes pela Integração. Fez parte do elenco de «Filhas de Bernarda», um projeto de investigação teatral sobre a obra «A casa de Bernarda Alba» de Federico García Lorca desenvolvido no Teatro do Bairro.
Tem dado oficinas de escritura criativa com as escritoras Estíbaliz Espinosa, Antía Otero e Noelia Morgana. Tem participado em recitais de poesia e colaborado em projetos como “Lua Sua e Artemisa” ou “Dançando versos” nos que mistura a poesia com diferentes disciplinas artísticas. Junto com o artista marroquino Mbarek Bouchichi e o cubano José Ramón Hernández, tem participado num projecto educativo com o Museu Nacional Centro de Arte Reina Sofía, Além de ter ministrado oficinas individualmente nessa instituição. Em 2022, também fez parte das ações em torno do Dia Internacional da mulher do Museu Nacional de Antropologia junto a Esther Mayoko Ortega, Anna Fux, Celia Montoya, Fátima Aspiritou, Iki Yos Piña Narváez e Mabel Chapata.

## Reconhecimentos
Em 2020, Semedo foi incluída no livro «Diversas, livres nossas vidas de mulheres LBT», editado por COGAM, que recolhe os relatos de vida de 20 mulheres bisexuais, lésbicas e trans. Em 2021, foi uma das 12 mulheres LGBT residentes em Galiza retratadas na mostra de Susana Milnes Aler A rede visível, junto a Cristy Shedimar, Luzia Trenor López, Marta Herraíz, Andrea Nunes Brións, Elena Ferro Lamela, Rocío Fraga Sáenz, María Halcón, Cristina Yagüe, Páris Xacla Celve, Patricia López-Carcedo e Marta Álvarez.

## Enlaces externos
- Livro «Diversas, livres nossas vidas de mulheres LBT» disponível em Issuu